# Metallo (elemento)

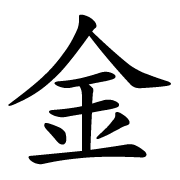
Ideogramma cinese del metallo

Il metallo (金 in caratteri cinesi, jīn in pinyin), nella filosofia cinese, rappresenta la quarta fase del ciclo dei cinque elementi o wu xing, di cui simboleggia il periodo di declino e decadenza.
Il metallo ha un carattere yin, si muove verso l'interno e la concentrazione, perché la sua energia tende a contrarsi. È associato all'autunno, al punto cardinale ovest, alla vecchiaia, al pianeta Venere, al colore bianco, al tempo secco e alla tigre bianca (Bai Hu) tra i quattro simboli animali. Suoi metalli archetipici sono l'argento e l'oro.

## Qualità

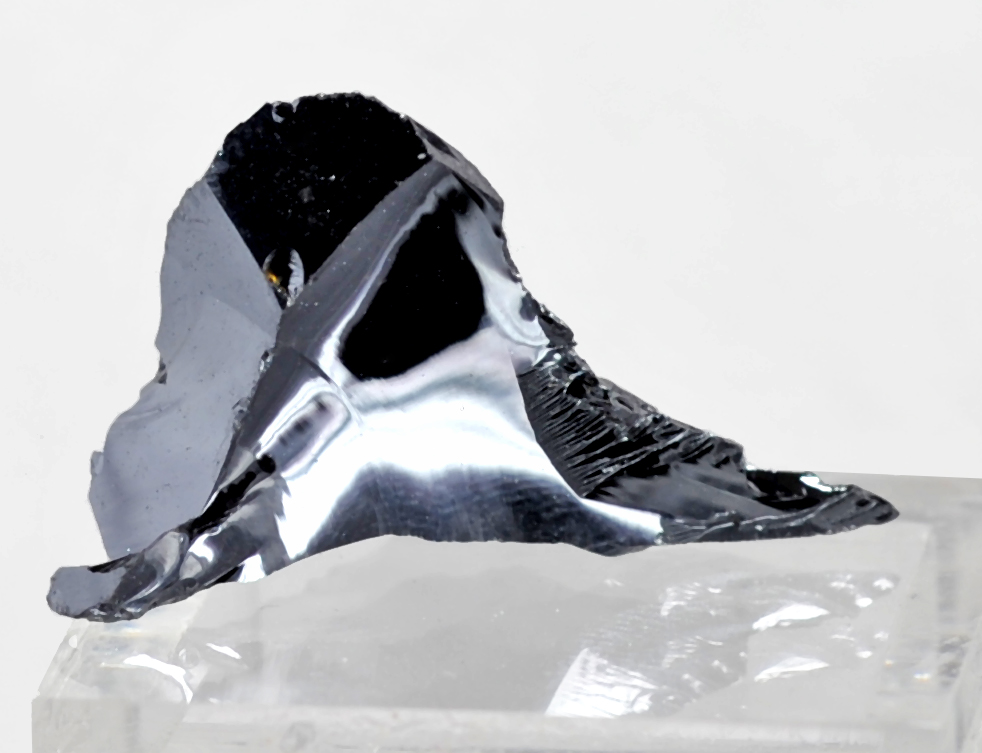
Ammasso di metallo

Nel pensiero taoista cinese il metallo possiede qualità come fermezza, rigidità, persistenza, forza e determinazione, oltre alla capacità di seguire un ordine ritmico.
La persona dalle caratteristiche Metallo sarà controllata, ambiziosa, energica e risoluta, in analogia alla forza e alla resistenza del metallo. È autosufficiente e preferisce gestire i suoi problemi da sola. Saggia e pragmatica, apporta stabilità ed è dotata di capacità organizzative, pur apprezzando il lusso e gli aspetti estetici della vita. Proprio come il metallo è in grado di condurre l'elettricità, la persona Metallo può trasmettere impulsi e volontà.
Il metallo è un elemento preso in considerazione anche dalla medicina cinese, dalla quale è messo in relazione coi sentimenti positivi del coraggio, e con quelli negativi della tristezza.
Gli organi di tipo metallo sono il polmone (di natura yin), e l'intestino crasso (yang), che attraverso i relativi meridiani governano l'apparato ritmico-respiratorio compresi il naso e la pelle, in quanto membrana di confine: essendo preposto al ritmo, il metallo si occupa infatti di alternare l'assunzione di ossigeno all'espulsione di quel che è dannoso, dirigendo le linee di difesa contro l'esterno come le mucose, la peluria e appunto la pelle.
Il naso in particolare è l'organo di senso funzionale al metallo, non solo per la capacità olfattiva di percepire gli odori grossolani ma anche di fiutare e sentire a un livello più profondo e sottile.
L'apprensione e la tristezza, associabili alle foglie secche e all'atmosfera malinconica dell'autunno, possono danneggiare gli organi Metallo, di cui il pianto costituisce la tipica espressione vocale.

## Astrologia
Nell'astrologia cinese il metallo, attributo di Venere, è incluso nei dieci tronchi celesti, ossia i cinque elementi nelle loro forme sia yin che yang, combinati a loro volta con i dodici rami terrestri, o segni zodiacali cinesi, per formare il cosiddetto ciclo sessagesimale di 60 anni.
- Gli anni Metallo di natura Yang finiscono in 0 (ad esempio 1980).
- Gli anni Metallo di natura Yin terminano con la cifra 1 (ad esempio 1981).

Il metallo governa inoltre i segni zodiacali cinesi Scimmia, Gallo e Cane.
Al metallo è associato dalla tradizione astrologica il pianeta Venere, essendo anch'esso bianco, cioè del colore cinese della morte, e perché sorge ad ovest come stella della sera che preannuncia il declino tipico di questo elemento. 
Alcune fonti rivolte a un pubblico occidentale hanno rinvenuto un'equivalenza tra il metallo e gli attributi dell'elemento aria.

I cicli generativo e distruttivo all'interno delle cinque fasi

## Ciclo dei cinque elementi
Nel ciclo generativo dei wu xing o cinque elementi, il metallo ha origine dalla terra poiché «tutto il metallo dev'essere estratto dalla terra in cui risiede»; il metallo a sua volta genera l'acqua avendo i metalli intrappolato l'acqua in caduta da una sorgente.
Nel ciclo distruttivo di controllo, invece, il fuoco domina il metallo che «può essere fuso e forgiato» solo dalla fiamma o dal calore; il metallo a sua volta domina il legno perché l'ascia di metallo è in grado di abbattere l'albero più alto.